# Чирчик (город)
Чирчи́к (узб. Chirchiq / Чирчиқ) — город в Ташкентской области Республики Узбекистан.

## Этимология
Город получил название по одноимённой реке — Чирчик.

## История

На карте 1926 года посёлок Троицкий входит в Ташкентский район Ташкентского округа.

История города Чирчик начинается с 28 апреля 1932 года, когда Совет труда и обороны СССР своим постановлением начал строительство электрохимкомбината (ныне АО «MAXAM-CHIRCHIQ») и Чирчик-Бозсуйского каскада ГЭС.
27 апреля 1934 года постановлением Президиума ЦИК Узбекской ССР был образован Чирчикский городской совет, а 1 мая 1934 года состоялась церемония закладки города. Официальным днём рождения города считается 1 мая 1935 года.

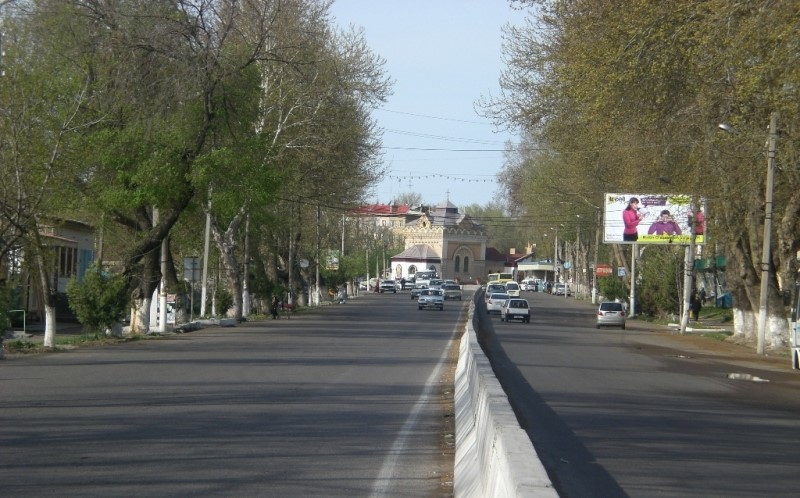
Проспект Алишера Навои, район Троицка.

## География
Город расположен на севере Узбекистана в долине самой многоводной реки Ташкентской области — Чирчик, от которой он получил своё название.
Долина реки имеет тектоническое происхождение и расположена между отрогами Каржантау и Чаткальского хребта.
Железнодорожная станция в 32 км к северо-востоку от центра Ташкента.

## Экономика
В городе имеются предприятия стройиндустрии, лёгкая и пищевая промышленности представлены обувной и швейной фабриками, мясокомбинатом и др.
В годы Второй мировой войны город стал центром машиностроения. На базе оборудования эвакуированных предприятий были построены заводы «Чирчиксельмаш», «Узбекхиммаш», Чирчикский трансформаторный завод, комбинат тугоплавких и жаропрочных металлов «УзКТЖМ».
Также в городе имеется крупный химический завод АО «Maxam-Chirchiq» (бывший «Электрохимпром»).
В середине 40-х годов XX века это предприятие выполняло весьма сложные и ответственные работы в рамках научно-исследовательских и проектно-технических работ, ведущихся в СССР по атомному проекту под руководством академика И.В. Курчатова.
Из объектов оборонной сферы в городе имеется Чирчикский авиационно-ремонтно-механический завод, занимающийся ремонтом и реставрацией военных вертолётов Ми-8 и Ми-9 (Ми-8ИВ).
В роще западнее танкового училища находится Чирчикский танкоремонтный завод.
Также в черте города расположены 15 ДШБр (развёрнута в 9-м микрорайоне на базе бывшего 467 УП СпН ГРУ МО СССР), бригада тяжёлой гаубичной артиллерии, полк охраны аэродрома, танковая бригада.
В посёлке Азадбаш (4 км от черты города в сторону трансформаторного завода) на базе 15 ОБрСпН развёрнут учебный антитеррористический центр.
На северо-восточном выезде из города (за 3-м микрорайоном) расположен действующий аэродром базирования штурмовой и истребительной авиации (в том числе — вертолётной).
Крупная тюремная зона строгого режима «Таваксай» находится на территории Бостанлыкского района в посёлке Таваксай (в 15 км от черты города).
На территории, где сегодня располагается город, находились: русские село Троицкое, поселения Ниязбек, Аккавак, Кипчак, Киргиз-кулак.

## Население
По состоянию на 1 января 2022 года, численность населения города составляет 164 822 жителя
В городе в основном проживают узбеки. Также имеются  казахи, киргизы, таджики, русские, украинцы, армяне, татары, корейцы, евреи и другие национальности.
| Год                  | 1939 | 1977 | 1991 | 1999  | 2010  | 2014  | 2022  |
| Население, тыс. чел. | 15   | 131  | 158  | 146,4 | 143,6 | 149,4 | 164,8 |

## Образование
- Чирчикское высшее танковое командно-инженерное училище (ЧВТКИУ). При советской власти носило имя маршала Рыбалко. Первоначально училище называлось ТВТКУ — Ташкентское высшее танковое командное училище.
- Чирчикский государственный педагогический институт Ташкентской области.
- Узбекский государственный университет физической культуры и спорта
- Филиал НАО "Южно-Казахстанский исследовательский университет имени М. Ауэзова"
- Чирчикский профессиональный колледж коммунального хозяйства и строительства
- Вечерний факультет Ташкентского политехнического института (с 1995 года — Чирчикский Государственный технический колледж). Потерял статус ВУЗа, ныне — среднее специальное учебное заведение.
- Академический лицей.
- Чирчикский социально-экономический колледж.
- Индустриальный техникум.
- Медицинский колледж.
- 26 средних школ.
- Детская школа искусств № 3 имени М. Ашрафи.
- Детская школа искусств № 15 имени П. И. Чайковского.
- Детская школа искусств № 7 имени Хамзы.

## СМИ
- Газета «Чирчик» (на русском языке). Издается с 16 октября 1932 года.
- Газета «Химик» (печатное издание АО «Maxam-Chirchiq»).
- Газета «Chirchiq tongi» (на узбекском языке).

## Транспорт
Основным средством передвижения по городу являются частные маршрутные такси и автобусы Isuzu NP37, выполняющие около 20 городских маршрутов.
На междугородних маршрутах в Ташкент, Газалкент, Чарвак, Янгибазар используются автобусы. На небольших по протяжённости маршрутах используются микровены Daewoo Damas, а также микроавтобусы «Газель».
Через Чирчик проходит железнодорожная ветка Ташкент — Ходжикент. В самом городе расположены 3 железнодорожные станции («Боз-су», «Чирчик» и «Аранчи») и 2 остановочных пункта, которые активно используются для доставки и отправления сырья и продукции предприятий «Максам-Чирчик» и «Чирчикского Трансформаторного завода».
Для перевозки пассажиров используется электричка Ташкент — Ходжикент. 

## Архитектура и городская планировка
Чирчик — город с прямоугольной сеткой улиц, широкими магистралями и типовыми жилыми домами (генеральные планы: 1933—1936, «Гидростройпроект», Москва, архитекторы — Г.М. Орлов, М.И. Тараканов, В.А. Лавров и другие, при консультации В.А. Веснина; 1964, «Узгоспроект», главный архитектор — П.А. Дуда-Дудинский).

## Хокимы
1. Азизхужаев, Дониёрхужа Тошхужаевич;(1991-2000)
2. Бабаев, Шукурулло;
3. Хайруллаев, Фуркат Хамидуллаевич (~2013);
4. Рахманов Ибрагимжон Абсаматович.
5. Хидоятов Даврон Абдулпаттахович (18.11.2021-15.03.2024 г.).До назначения Даврон Хидоятов возглавлял столичную область с марта 2021 года. На этом посту он сменил Юсупова Санжара Миртоировича, исполнявшего обязанности хокима города Чирчика с февраля 2020 года. Даврон Хидоятов родился в 1976 году. Он окончил Ташкентский государственный экономический университет и Банковско-финансовую академию Узбекистана. В 2017-2018 работал хокимом Чиланзарского района Ташкента, с 2018 по 2021 год — первым заместителем хокима Ташкента по вопросам архитектуры, капитального строительства и развития коммуникаций.
6. Муроджон Абдурахимов (с 15.03.2024 г.). До назначения хокимом, исполнял обязанности на важной должности в Кабинете Министров республики.[10]

## Достопримечательности
- Краеведческий музей.
- Музей истории города Чирчика
- Церковь Георгия Победоносца в Троицком.
- Мемориал «Журавли», посвящённый участникам ВОВ 1941-1945 годов. Данный мемориал является символом города Чирчик. Памятник был открыт 8 мая 1972 года на центральной магистрали города. В основание монумента заложена капсула, содержащая имена 1695 горожан, не вернувшихся с полей Великой Отечественной войны[11].
- Памятник Алишеру Навои.
- Памятник Бабуру.
- Памятник Вальдемару Шаландину.
- Мемориал воинам-интернационалистам. Мемориал в память о воинах-интернационалистах, возведённый в Чирчике в 1990 году, был вновь открыт для публики 15 февраля 2017 года, к 28-й годовщине вывода советских войск из Афганистана. Создателем данной скульптурной композиции является Анвар Рахматуллаев[12].

## Галерея

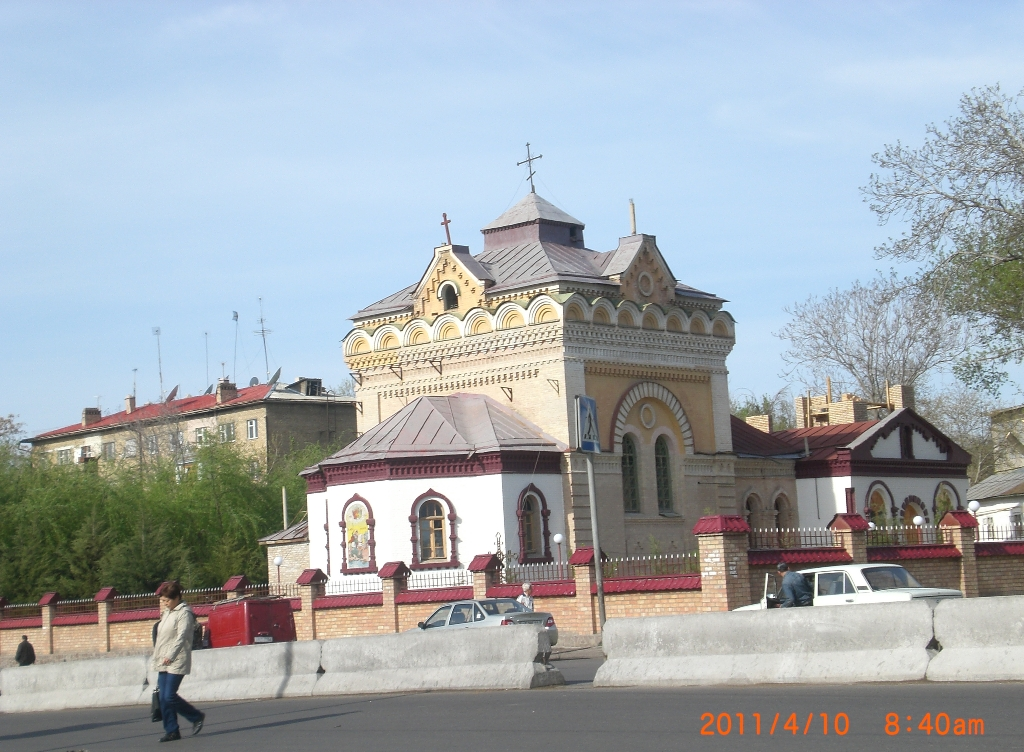
Церковь Святого Георгия.
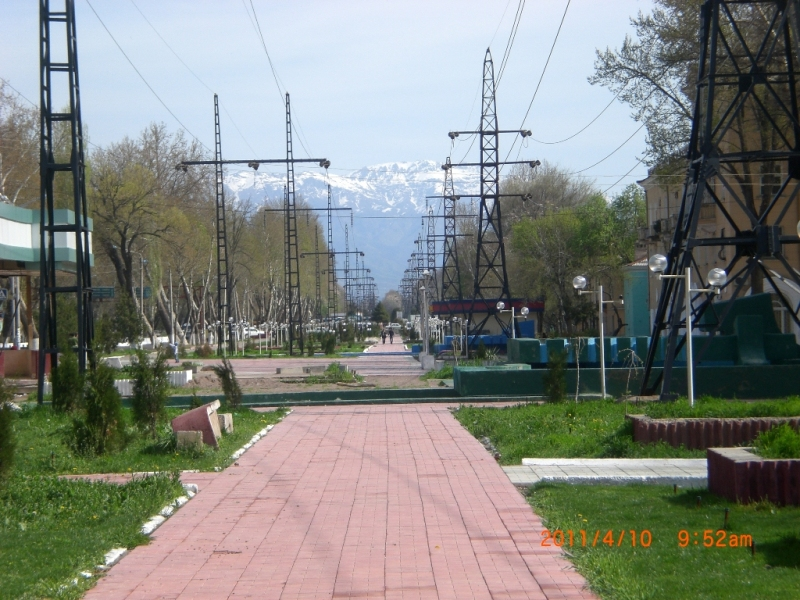
Аллея в центре города.